# 臺北市立北政國民中學
台北市立北政國民中學，簡稱北政國中，1968年由臺北市政府與國立政治大學共同創辦，因而得名「北政」。
本校111學年度申請雙語前導學校及學校國際化專案，112學年度已通過正式成為雙語教育學校，另在教育局的全力支持下，申請國際文憑中學階段認證(IB MYP)，111年7月15日通過候選申請，預計於112學年度第2學期通過認證，成為國際文憑組織認證授權之中學階段學校(IB MYP)。

## 歷史
1968年，實施九年國民教育，在政大教育系主任胡秉正教授與政大實小校長祁致賢推動下，經台北市政府通過由林輝擔任籌備主任
1998年，實施台北市自主學習實驗計畫
2006年，結束台北市自主學習實驗計畫
2007年，七年級增設一個班級，由三班改為四班
2009年，北政報到率逾90％，約有158人報到，每班學生人數逼近40人

2009年，翻修校舍，將所有年級皆固定為四個班

## 歷任校長
| 任屆 | 校長   | 任期開始  | 任期結束  |
| ---- | ------ | --------- | --------- |
| 1    | 林煇   | 1968年8月 | 1972年8月 |
| 2    | 黃孝通 | 1972年8月 | 1975年8月 |
| 3    | 江英   | 1975年8月 | 1977年8月 |
| 4    | 王正哲 | 1977年8月 | 1982年9月 |
| 5    | 洪富雄 | 1982年9月 | 1986年8月 |
| 6    | 陳添丁 | 1986年9月 | 1990年8月 |
| 7    | 黃孝通 | 1990年8月 | 1993年8月 |
| 8    | 杜惠平 | 1993年8月 | 1996年2月 |
| 9    | 陳秉堯 | 1996年2月 | 1999年7月 |
| 10   | 朱賡忠 | 1999年8月 | 2003年7月 |
| 11   | 林採有 | 2003年8月 | 2009年7月 |
| 12   | 高松景 | 2009年8月 | 2013年7月 |
| 13   | 蔡來淑 | 2013年8月 | 2020年7月 |
| 14   | 潘姿伶 | 2020年8月 | 2024年7月 |
| 15   | 洪素真 | 2024年8月 | --        |

## 校園
- 純強樓：為59年興建的宿舍改建而成，現為特教班教室（3間）、專任教師室、家長會辦公室，為紀念已故鄒純強老師而命名。[1]
- 東側教室：並無正式命名。建於64年。一樓：多功能教室、一般教室（2間）。二樓：健康中心、會計室、總務處、家政教室。三樓：導師辦公室、一般教室（1間）、生物教室。
- 北側教室：並無正式命名。建於57年。一樓：一般教室（4間）、川堂。二樓：校長室、學務處、輔導室、教務處、電腦中心。三樓：一般教室（5間）
- 西側教室：並無正式命名。建於58年。一樓：室內活動中心（康樂教室）、體育器材室。二樓：電腦教室、團體輔導室、理化教室。三樓：視聽教室、圖書館。

## 外部連結
台北市立北政國民中學 （页面存档备份，存于）